# Satō Kazuma
Satō Kazuma (Nhật: 佐藤 和真 Hepburn: Satō Kazuma) là nhân vật chính của bộ light novel, manga và anime Konosuba. Người lồng tiếng Nhật cho cậu là Fukushima Jun, còn người lồng tiếng Anh cho cậu là Arnie Pantoja. Câu là một NEET sống khép kín, bị gửi sang một thế giới song song và trở thành thủ lĩnh của một tổ đội mạo hiểm giả. Tuy ban đầu thể hiện sự cợt nhả và mỉa mai, song cậu cũng thể hiện lòng vị tha và trắc ẩn với bạn bè và năng lực lãnh đạo của mình. Mục tiêu chính của cậu là đánh bại ma vương và các tướng dưới quyền y để trở về Nhật Bản, và nhận ra những khía cạnh ở cuộc sống mới.
Nhìn chung Kazuma đã nhận được đón nhận tích cực nhờ những đặc điểm độc đáo của mình và cách mà tác giả phá cấu trúc để biến cậu thành nhân vật chính isekai, trở thành một trong những nhân vật chính isekai xuất sắc nhất. Khiếu hài hước khô (dry humour) của cậu và những câu ứng khẩu của Fukushima Jun được nhiều người ngợi khen. Ngược lại, cậu cũng nhận một số lời phàn nàn vì vài nét tính cách và đặc điểm của mình, đặc biệt là những hành động đồi trụy.

## Sáng tạo nhân vật

Minh họa ý tưởng (concept art) cho Kazuma của Mishima Kurone trong loạt sách ảnh chính thức Mishima Kurone Artbook KonoSuba Cheers!

Trong công đoạn sản xuất bộ anime, Fukushima Jun quyết định mang đến cho Kazuma chất giọng hấp dẫn và ngầm chú trọng vào tính hiện thực đằng sau quá trình truyền tải giọng của nhân vật. Ở những bản thu giọng thử, anh bắt đầu ngắt lời ứng khẩu trước các nhân vật mở đầu câu bằng cách gọi tên Kazuma. Anh thấy rằng ở đời thực người ta thường phản ứng ngay lập tức khi họ nghe người kia gọi tên mình, thay vì đợi người kia nói hết câu. Sau cùng, nhiều câu ứng khẩu này được đưa vào kịch bản cuối cùng.

## Đặc điểm
Kazuma là một nam thiếu niên người Nhật Bản. Ban đầu cậu diện bộ đồ thể dục màu xanh lá và đen, sau đó cậu khoác chiếc áo choàng màu xanh lá với viền vàng, áo sơ mi trắng với áo trùm hông (tunic) màu trắng, quần dài xám, đôi bốt màu nâu sẫm, còn những đặc điểm tự nhiên làm tô điểm cho mái tóc nâu và đôi mắt xanh lá trong anime. Tạo hình của cậu ở những tập light novel đầu tiên là mái tóc đen và đôi mắt đen để khớp với nguồn gốc Nhật Bản của cậu, song sau đó được điều chỉnh để khớp với bản anime.
Tính cách của Kazuma tương đối đa dạng. Nhìn chung cậu có tính khí thất thường, hay xúc phạm hoặc xem thường những người làm cậu khó chịu, đồng thời có thái độ bi quan và cợt nhả. Cậu cũng thể hiện hành động cẩu thả, như dẫn dầu cuộc tổng tấn công nhắm vào Destroyer, phá hủy nhà của một quý tộc và do đó khiến cậu bị bắt giữ. Cậu thể hiện lòng tốt và năng lực lãnh đạo của mình với tổ đội và cả những người khác, đôi lúc sẵn sàng giúp đỡ người khác như Aqua sau khi một tướng của Ma Vương làm cô buồn, hay Darkness với quan hệ gia đình của cô. Cậu còn tỏ ra lười biếng và đồi bại. Cậu quan tâm đến tất cả các đồng đội và bị Megumin đặt biệu hiệu "Tsundere" vì từ chối thừa nhận điều đó. Kazuma còn thể hiện lòng vị tha, như khi mà đáng lẽ cậu có thể bắt Megumin học Ma pháp cấp cao để cho cô bé có thể hỗ trợ nhiều hơn cho tổ đội, song lại lựa chọn để cô tăng sức mạnh của Bộc phá ma pháp vì anh không muốn cô hi sinh giấc mơ của mình. Thông qua những cảnh hồi tưởng, truyện tiết lộ Kazuma trở thành một NEET sống khép mình sau khi người cô bạn thuở nhỏ (từng hứa sẽ cưới cậu) ngồi trên xe đạp của một nam sinh cuối cấp. Gần như mọi kiến thức tình cảm đôi lứa của Kazuma đến từ anime, visual novel và các phương tiện giải trí khác, làm cho cậu phản ứng khá tệ trước những cảm xúc chân thành ngay đầu truyện. Cậu trở nên gần gũi với Megumin khi cô thú nhận tình cảm với cậu, rồi họ bắt đầu mối quan hệ trên tình bạn dưới tình yêu khi cậu thừa nhận tình cảm của mình với Megumin. Nói về quan hệ tình cảm giữa Kazuma và Megumin, tác giả Akatsuki Natsume cố ý không quá xoáy sâu vào đề tài này, mà muốn để dành sáng tác riêng một bộ ngoại truyện hài đúng nghĩa về hai người.

### Năng lực
Vũ khí đặc trưng của Kazuma là cây kiếm. Cậu có nhiều kinh nghiệm hơn trong cận chiến tầm ngắn. Cậu cũng sử dụng các vũ khí như cây cung, nhắm chính xác vào mục tiêu nhờ sử dụng kỹ năng "Cung thủ" (Snipe). Vì là một mạo hiểm giả, cậu có thể học hàng loạt kỹ năng khác từ các lớp nhân vật (class) khác như Hoán đổi mana, Băng thuật, Tạo nước và Steal. Những năng lực này thường cần phải có người dạy thì cậu mới sử dụng được, và cậu không thể học những kỹ năng cao cấp. Do đó, cậu kết hợp các kỹ năng cơ bản để tạo ra những đòn tấn công mạnh mẽ hơn, như kết hợp kỹ năng băng thuật và tạo nước trong trận tái đấu với Mitsurugi Kyouya. Về mặt thống kê, Kazuma có chỉ số đa phần là ở mức trung bình, nhưng có chỉ số thông minh cao hơn mức trung bình và chỉ số may mắn cao đến bất thường. Nhờ thế, cậu gần như làm cả một sòng bạc phá sản vì liên tục giành chiến thắng. Tuy nhiên do lớp nhân vật hệ thấp, Kazuma dễ bị mất mạng nhiều lần trong trận đánh với những đối thủ đặc biệt mạnh, buộc Aqua phải hồi sinh cậu. Kazuma cũng cực kỳ giỏi trong chiến thuật, thường tìm ra những cách sáng tạo để vận dụng bộ kỹ năng đặc thù của tổ đội nhằm đánh bại kẻ thù theo cách hiệu quả nhất có thể. Khi đơn độc chiến đấu, cậu thường sử dụng chiến thuật bí mật để khỏa lấp thiếu hụt sức mạnh của mình, chẳng hạn như tạo đất và thổi nó vào mắt đối phương hay sử dụng "Steal" để đánh lạc hướng. Với khối tài sản kếch xù mà cậu thu thập được trong suốt bộ truyện, cậu mua thêm nhiều trang bị đắt tiền hơn như manaty cấp cao để sử dụng phép thuật mạnh hơn.

## Tiểu sử nhân vật
Vốn là một NEET sống khép kín bị người mình yêu hồi trung học làm tổn thương tình cảm, Kazuma tự nhốt mình trong phòng chơi trò chơi video và đọc manga vì thiếu tự tin trong giao tiếp. Cậu tử vong vì phản ứng căng thẳng cấp tính sau khi cố cứu bạn học khỏi bị xe chiếc máy kéo tông, mà cậu tưởng nhầm đó là xe tải. Ở Thiên Giới, cậu gặp Aqua, và cô tỏ ra thiếu kiên nhẫn khi cậu đang lựa chọn tài sản mang bên mình nhằm thực hiện nhiệm vụ đánh bại Ma Vương. Tuy nhiên, cậu bỏ qua hết chúng và chọn cô mang theo cùng mình. Họ tuyển mộ Megumin và Darkness vào tổ đội của mình. Tuy ban đầu từ bỏ nỗ lực đánh bại Ma Vương, Kazuma cùng tổ đội của cậu đã chạm trán các tướng quân của y ở nhiều thử thách. Ở tập 5 của light novel, truyện có ám chỉ rằng Megumin bắt đầu phát triển tình cảm đôi lứa với cậu và ngược lại. Sau đó nó phát triển thành tình tay ba giữa cậu, Megumin và Darkness ở những tập sau. Cuối cùng, quan hệ giữa Kazuma và Megumin được miêu tả là "trên tình bạn, dưới tình yêu".
Trong tập 6, Kazuma bị trục xuất khỏi Vương quốc Belzerg sau khi nhận ra Kẻ trộm hào hiệp (Chivalrous Thief) là Chris và miễn cưỡng thừa nhận thất bại. Do rơi vào hoàn cảnh ngặt nghèo, cậu đồng ý hỗ trợ thâm nhập vào hoàng cung sau khi rộ lên một thuyết âm mưu của hoàng tộc. Sau khi phát hiện Chris là nữ thần Eris, cậu đồng ý giúp đánh cắp Thánh giáp Aigis. Tuy thất bại ở lần đầu, song họ lấy được bộ giáp sau khi Eris tiết lộ danh tính thật và bộ giáp chấp nhận cô. Sau khi giao chiến và đánh bại các tướng khác của Quỷ Vương, Kazuma và Aqua đã bàn về việc có nên chiến đấu với Quỷ Vương không. Đây là lý do Aqua đột ngột bỏ đi để một mình đối đầu với Ma Vương. Chỉ số của cậu đặt lại thành mức 1. Sau khi phát hiện nguyên do là thiếu kỹ năng cá nhân, cậu có thể nhanh chóng tái lên cấp, rồi dấn thân vào ngục tối khó chinh phục nhất với sự hỗ trợ của Wiz và Vanir. Sau khi lấy lại cấp độ của mình, Kazuma bắt đầu đi tìm và đánh bại Quỷ Vương, cứu Aqua khỏi nguy hiểm. Tuy có lựa chọn trở về Nhật Bản như thỏa thuận ban đầu, Kazuma lại chọn ở lại Belzerg cùng bạn bè cậu.

### Trong các tác phẩm khác
Kazuma và các nhân vật khác trong truyện đã xuất hiện trong tác phẩm crossover Isekai Quartet. Cậu cũng có mặt trong một số trò chơi video của Konosuba, thường là nhân vật người chơi hoặc nhân vật chính. Trò chơi video nổi bật nhất mà cậu góp mặt là trò chơi cuộn cảnh màn hình ngang KonoSuba: God's Blessing on this Wonderful World! Revival of Beldia, trong game cậu lên đường giải cứu Aqua, Megumin và Darkness khỏi bị Ma Tướng Beldia chiếm hữu. Cậu cũng xuất hiện trong CD Drama của Konosuba, song người lồng tiếng cậu là Ōsaka Ryōta.

## Đón nhận
Nhìn chung, Kazuma đã được đón nhận tích cực nhờ vai trò trong truyện, đảo ngược các cliché truyền thống của isekai lúc bấy giờ. Chi tiết này đã được nhấn mạnh trong bài đánh giá mùa anime đầu tiên của Max Iorio, ông lưu ý sự tương phản rõ rệt về hoàn cảnh của nhiều nhân vật isekai khác và Kazuma. Rebecca Silverman của Anime News Network cũng dành lời khen tương tự, miêu tả cậu là "người hùng bình thản nhất, tự thấy bản thân thả mình trong một bối cảnh kỳ ảo". Những phép phân tích sâu hơn về xây dựng nhân vật đã được trình bày trong một bài viết của Comic Book Resources, khi tác giả Louis Kemner chỉ ra các ví dụ như cái chết vô nghĩa ở đầu truyện của cậu, mối quan hệ của cậu với Aqua, nỗ lực phấn đấu kiếm tiền không ngừng nghỉ và việc cậu chẳng có mục tiêu cao thượng nào. Lynn của The Otaku Author tán dương giá trị tấu hài trong chỉ số may mắn của cậu, cho rằng vận may của cậu cân bằng hoàn hảo với các chỉ số khác và bổ trợ cho lối sống khép kín của cậu. Tương tác hài hước của cậu với Megumin cũng được ngợi khen trong một bài đánh giá của Anime Kansou. Tình cảm này được đáp lại trong bài đánh giá bộ anime điện ảnh Kono Subarashii Sekai ni Shukufuku wo! Kurenai Densetsu, khi Jordan Ramée của GameSpot khen khâu phát triển nhân vật và ngầm cài cắm tình cảm giữa hai nhân vật. Những lời khen tương tự còn dành cho thời lượng lớn Kazuma có mặt trên màn ảnh và vai trò của cậu trong phim, song một số trò đùa bị chê vì bản chất của chúng. Trong bài phân tích được thực hiện trong một bài viết của Medium về nhân vật, tác giả Alphonso L. Masé chú ý vào những kỹ năng hướng nội và sự chống chịu của Kazuma.
Trong bài đánh giá tập phim "Lời hứa hôn cho cô con gái quý tộc này!", Meni tán dương vai trò của Kazuma trong tập phim, thấy được sự vui nhộn ở màn đấu tay đôi giữa cậu và Darkness. Tuy ban đầu chê những đặc điểm của Kazuma hơn, BanjoTheBear của The Chuuni Corner lại khen những mặt hài hước và tử tế hơn của cậu. Tương tự, Kazuma nhận được lời khen từ SD Pict cho khâu xây dựng tích cách của cậu, tác giả lưu ý cậu đã đi một chặng đường dài từ một NEET thành một người hướng ngoại và đáng tin cậy hơn. Nhân vật cũng được khen nhờ màn thể hiện của Fukushima Jun cũng như cả những đoạn ứng khẩu của anh mang tới cho Kazuma. Cây viết R. Romero của FandomSpot xếp cậu là nhân vật chính isekai xuất sắc thứ ba trong anime. MoviesRulz đưa cậu vào hàng ngũ 10 nhân vật chính isekai thiếu may mắn nhất. Kazuma cũng nhận được đề cử cho hạng mục "Chàng trai xuất sắc nhất" tại lễ trao giải Crunchyroll Anime lần thứ hai. Cậu cũng nổi tiếng khi thường xuyên xuất hiện trong cẩm nang light novel Kono Light Novel ga Sugoi!. Cậu xuất hiện trong top 10 nhân vật nam xuất sắc nhất tới năm lần (từ 2017 đến 2021), với kết quả cao nhất là xếp thứ sáu ở cuộc bầu chọn năm 2020. Cậu thường được đem so sánh với Natsuki Subaru từ Re:Zero − Bắt đầu lại ở thế giới khác do họ có nhiều điểm tương đồng về tính cách và tiền đề của truyện. Những lần so sánh ấy nhiều tới nỗi chúng được lưu ý trong Isekai Quartet thông qua một số trò đùa.